# Florian Thauvin
Florian Tristan Mariano Thauvin (Orléans, 26 gennaio 1993) è un calciatore francese, attaccante  del Lens. Con la nazionale francese si è laureato campione del mondo nel 2018.

## Caratteristiche tecniche
Mancino naturale, gioca prevalentemente come ala destra, ma può agire anche sulla fascia opposta, possiede una spiccata agilità e un'ottima capacità di corsa. Viene utilizzato in un modulo di gioco 4-3-3. Può giocare anche nella posizione di trequartista: il suo elegante stile di gioco è caratterizzato da una buona tecnica individuale. Frédéric Née, allenatore del Bastia, lo ha definito «un giocatore molto interessante perché è in grado di occupare tre posizioni offensive. Lui può alternarsi sia al piede destro che a quello sinistro, ha una buona qualità tecnica e un ottimo tiro. In pochi mesi ha superato 2-3 livelli. Questo è un ragazzo che lavora molto e ascolta sempre i consigli dati».

## Carriera

### Club

#### Gli inizi, Bastia
Gioca le sue prime partite nelle giovanili del FCM d'Ingré e nel 2005 passa al FCO Saint-Jean-de-la-Ruelle, due club di località vicine a Orléans. Nel 2007 passa all'Orléans, club della città natale. Nel 2008, all'età di 15 anni, passa al Grenoble, squadra neopromossa in Ligue 2. Secondo le diagnosi delle visite mediche, al momento del suo arrivo Thauvin ha una frattura vertebrale, e ciò potrebbe compromettere la sua carriera. Successivamente si integra di nuovo alla squadra U17, U19 e quella di riserva. Fa il suo esordio tra i professionisti con la maglia del Grenoble in Ligue 2 durante la stagione 2010-2011. In totale disputa 3 partite di campionato in questa stagione. A fine anno il suo contratto non viene rinnovato e quindi rimane svincolato.
Nell'estate del 2011 viene ingaggiato dal SC Bastia guidato dall'allenatore Frédéric Hantz, squadra neopromossa in Ligue 2. A inizio stagione si allena con la prima squadra, ma gioca con la squadra riserve guidata da Frédéric Born. Passa successivamente in prima squadra, con la quale disputa 13 partite, giungendo primo in campionato e raggiungendo la Ligue 1.
Nella stagione 2012-2013 gioca tra i titolari, collezionando 34 presenze tra campionato e coppa e mettendo a segno 10 gol, tra i quali una doppietta contro il Bordeaux (vittoria per 3-1), diventando così il più giovane dei marcatori tra i massimi campionati in Europa. Il 2 marzo 2013 riceve il suo primo cartellino rosso tra i professionisti, nel derby contro l'Ajaccio, che si concluderà con cinque espulsioni complessive (3 per l'Ajaccio e 2 per il Bastia, con quest'ultima alla fine vincente per 1-0). Un gol siglato contro il Marsiglia nell'incontro perso 2-1 dal suo Bastia riesce a fermare l'imbattibilità di Mandanda a sette partite. A fine anno vince il trofeo UNFP, risultando al 1º posto tra i migliori giocatori stagionali.

#### Lille
Il 29 gennaio 2013 firma un contratto di quattro anni con il LOSC Lille, squadra militante nella massima serie francese, a 3,5 milioni di euro complessivi. Rimarrà comunque in prestito al Bastia fino al termine della stagione. In estate il LOSC Lille decide di prendere in considerazione l'aumento dello stipendio per il giovane a 75.000 euro al mese. Thauvin partecipa a una sola partita con il Lille per poi decidere di non allenarsi, rinunciando a €1.500 al giorno per essere trasferito al Marsiglia; il passaggio all'Olympique Marsiglia avviene nelle ultime ore di mercato.

#### Olympique Marsiglia
Il 2 settembre 2013 firma un contratto di cinque anni con il Marsiglia, in cambio di 11 milioni di euro più 2 di bonus al LOSC, un milione al Bastia e 650.000 al Grenoble; l'ammontare finale del trasferimento è dunque di 14,65 milioni di euro. L'esordio stagionale avviene il 14 settembre dello stesso anno, contro il Tolosa (1-1). Il suo primo gol stagionale viene siglato contro il Reims (partita persa 3-2). Il primo gol in Champions League lo segna invece contro il Napoli (partita persa 3-2), servendo anche un assist.

#### Newcastle
Il 19 agosto 2015 passa alla società inglese del Newcastle per circa 18 milioni di euro, con cui firma un contratto quinquennale.

#### Ritorno all'Olympique Marsiglia e Tigres UANL
Nel gennaio 2016 fa ritorno al Marsiglia con la formula del prestito fino a fine stagione. L'11 agosto 2016 viene prolungato il prestito per un'altra stagione con diritto di riscatto a favore della società francese, venendo poi riscattato per 11 milioni di euro.
In scadenza di contratto con l'Olympique Marsiglia, nonostante l'interesse di vari prestigiosi club europei, il 7 maggio 2021 annuncia a sorpresa di aver firmato un precontratto coi messicani del Tigres UANL, valido dal 1º luglio successivo.

#### Udinese
Dopo essersi svincolato dal Tigres, il 31 gennaio 2023 sottoscrive un contratto di due stagioni e mezzo con l'Udinese. Esordisce con i friulani in serie A il 5 febbraio successivo, subentrando nella ripresa a Lazar Samardžić nella partita persa per 1-0 in casa del Torino. Chiude la sua prima stagione senza segnare, ed il primo gol ufficiale arriva su rigore l'11 agosto nella sfida del primo turno di Coppa Italia contro il Catanzaro, vinta per 4-1. Sempre su rigore segna il suo primo gol in serie A, il 23 ottobre 2023 nella partita casalinga contro il Lecce, conclusa sull'1-1.
Il 16 settembre 2024, realizza una doppietta contro il Parma, che consente alla squadra di rimontare dal 2-0 al 2-3.
A partire dalla stagione 2024-2025 diventa il capitano dei friulani. Al termine della stagione lascia i bianconeri, dopo 73 presenze e 15 reti complessive.

#### Lens
L'8 agosto 2025 fa ritorno in Francia, venendo acquistato a titolo definitivo dal Lens, con cui sottoscrive un contratto triennale.

### Nazionale
Il 6 luglio 2013 va a segno nella partita vinta per 4-0 contro l'Uzbekistan nei quarti di finale del Mondiale Under-20. Il 10 luglio realizza una doppietta nella vittoria francese per 2-1 in semifinale contro il Ghana, mentre il 13 luglio si laurea campione del mondo, grazie alla vittoria ai rigori sull'Uruguay.
Nel marzo 2017 riceve la sua prima chiamata in nazionale maggiore. Il 2 giugno 2017 debutta con i Bleus nella gara vinta per 5-0 sul Paraguay subentrando all'80º minuto al posto di Antoine Griezmann. Viene convocato per il Mondiale 2018, laureandosi così campione del mondo, pur avendo giocando appena 3 minuti nel corso dell'intera competizione, negli ottavi di finale vinti 4-3 contro l'Argentina.
L'11 giugno 2019 realizza la sua prima rete in nazionale nel successo per 0-4 contro Andorra.
Nel luglio 2021 prende parte con il numero 14, come fuoriquota, al torneo olimpico di Tokyo 2020 nella formazione diretta da Sylvain Ripoll; gli altri due over 23 anni sono il suo compagno di squadra André-Pierre Gignac e Teji Savanier del Montpellier HSC.

## Statistiche

### Presenze e reti nei club
Statistiche aggiornate al 8 agosto 2025.
| Stagione                   | Squadra                    | Campionato                 | Campionato | Campionato | Coppe nazionali | Coppe nazionali | Coppe nazionali | Coppe continentali | Coppe continentali | Coppe continentali | Altre coppe | Altre coppe | Altre coppe | Totale | Totale |
| Stagione                   | Squadra                    | Comp                       | Pres       | Reti       | Comp            | Pres            | Reti            | Comp               | Pres               | Reti               | Comp        | Pres        | Reti        | Pres   | Reti   |
| -------------------------- | -------------------------- | -------------------------- | ---------- | ---------- | --------------- | --------------- | --------------- | ------------------ | ------------------ | ------------------ | ----------- | ----------- | ----------- | ------ | ------ |
| 2010-2011                  | Grenoble                   | L2                         | 3          | 0          | -               | -               | -               | -                  | -                  | -                  | -           | -           | -           | 3      | 0      |
| 2011-2012                  | SC Bastia                  | L2                         | 13         | 0          | CF+CdL          | 3+0             | 0               | -                  | -                  | -                  | -           | -           | -           | 16     | 0      |
| 2012-2013                  | SC Bastia                  | L1                         | 32         | 10         | CF+CdL          | 1+2             | 0               | -                  | -                  | -                  | -           | -           | -           | 35     | 10     |
| Totale SC Bastia           | Totale SC Bastia           | Totale SC Bastia           | 45         | 10         |                 | 6               | 0               |                    | -                  | -                  |             | -           | -           | 51     | 10     |
| 2013-2014                  | Olympique Marsiglia        | L1                         | 31         | 8          | CF+CdL          | 2+2             | 1+0             | UCL                | 6                  | 1                  | -           | -           | -           | 41     | 10     |
| 2014-2015                  | Olympique Marsiglia        | L1                         | 36         | 5          | CF+CdL          | 1+1             | 0               | -                  | -                  | -                  | -           | -           | -           | 38     | 5      |
| ago. 2015                  | Olympique Marsiglia        | L1                         | 2          | 0          | CF+CdL          | 0+0             | 0               | -                  | -                  | -                  | -           | -           | -           | 2      | 0      |
| 2015-gen. 2016             | Newcastle                  | PL                         | 13         | 0          | FACup+CdL       | 1+2             | 0+1             | -                  | -                  | -                  | -           | -           | -           | 16     | 1      |
| gen.-giu. 2016             | Olympique Marsiglia        | L1                         | 14         | 2          | CF+CdL          | 4+0             | 2+0             | UEL                | 2                  | 0                  | -           | -           | -           | 20     | 4      |
| 2016-2017                  | Olympique Marsiglia        | L1                         | 38         | 15         | CF+CdL          | 3+2             | 0               | -                  | -                  | -                  | -           | -           | -           | 43     | 15     |
| 2017-2018                  | Olympique Marsiglia        | L1                         | 35         | 22         | CF+CdL          | 3+1             | 0               | UEL                | 15                 | 4                  | -           | -           | -           | 54     | 26     |
| 2018-2019                  | Olympique Marsiglia        | L1                         | 33         | 16         | CF+CdL          | 1+0             | -               | UEL                | 3                  | 2                  | -           | -           | -           | 37     | 18     |
| 2019-2020                  | Olympique Marsiglia        | L1                         | 2          | 0          | CF+CdL          | 0+0             | 0               | -                  | -                  | -                  | -           | -           | -           | 2      | 0      |
| 2020-2021                  | Olympique Marsiglia        | L1                         | 36         | 8          | CF              | 1               | 0               | UCL                | 6                  | 0                  | SF          | 1           | 0           | 44     | 8      |
| Totale Olympique Marsiglia | Totale Olympique Marsiglia | Totale Olympique Marsiglia | 227        | 76         |                 | 21              | 3               |                    | 32                 | 7                  |             | 1           | 0           | 281    | 86     |
| 2021-2022                  | Tigres                     | LM                         | 23+5       | 4+1        | -               | -               | -               | -                  | -                  | -                  | LC          | 1           | 0           | 29     | 5      |
| 2022-gen. 2023             | Tigres                     | LM                         | 7+3        | 3+0        | -               | -               | -               | -                  | -                  | -                  | -           | -           | -           | 10     | 3      |
| Totale Tigres              | Totale Tigres              | Totale Tigres              | 38         | 8          |                 | -               | -               |                    | -                  | -                  |             | 1           | 0           | 39     | 8      |
| gen.-giu. 2023             | Udinese                    | A                          | 16         | 0          | CI              | -               | -               | -                  | -                  | -                  | -           | -           | -           | 16     | 0      |
| 2023-2024                  | Udinese                    | A                          | 29         | 5          | CI              | 2               | 1               | -                  | -                  | -                  | -           | -           | -           | 31     | 6      |
| 2024-2025                  | Udinese                    | A                          | 25         | 8          | CI              | 1               | 1               | -                  | -                  | -                  | -           | -           | -           | 26     | 9      |
| Totale Udinese             | Totale Udinese             | Totale Udinese             | 70         | 13         |                 | 3               | 2               |                    | -                  | -                  |             | -           | -           | 73     | 15     |
| 2025-2026                  | Lens                       | L1                         | -          | -          | CF              | -               | -               | -                  | -                  | -                  | -           | -           | -           | -      | -      |
| Totale carriera            | Totale carriera            | Totale carriera            | 396        | 107        |                 | 33              | 6               |                    | 32                 | 7                  |             | 2           | 0           | 463    | 122    |

### Cronologia presenze e reti in nazionale
| Cronologia completa delle presenze e delle reti in nazionale ― Francia | Cronologia completa delle presenze e delle reti in nazionale ― Francia | Cronologia completa delle presenze e delle reti in nazionale ― Francia | Cronologia completa delle presenze e delle reti in nazionale ― Francia | Cronologia completa delle presenze e delle reti in nazionale ― Francia | Cronologia completa delle presenze e delle reti in nazionale ― Francia | Cronologia completa delle presenze e delle reti in nazionale ― Francia | Cronologia completa delle presenze e delle reti in nazionale ― Francia |
| Data                                                                   | Città                                                                  | In casa                                                                | Risultato                                                              | Ospiti                                                                 | Competizione                                                           | Reti                                                                   | Note                                                                   |
| ---------------------------------------------------------------------- | ---------------------------------------------------------------------- | ---------------------------------------------------------------------- | ---------------------------------------------------------------------- | ---------------------------------------------------------------------- | ---------------------------------------------------------------------- | ---------------------------------------------------------------------- | ---------------------------------------------------------------------- |
| 2-6-2017                                                               | Rennes                                                                 | Francia                                                                | 5 – 0                                                                  | Paraguay                                                               | Amichevole                                                             | -                                                                      | 80’                                                                    |
| 10-11-2017                                                             | Parigi                                                                 | Francia                                                                | 2 – 0                                                                  | Galles                                                                 | Amichevole                                                             | -                                                                      | 84’                                                                    |
| 23-3-2018                                                              | Saint Denis                                                            | Francia                                                                | 2 – 3                                                                  | Colombia                                                               | Amichevole                                                             | -                                                                      | 83’                                                                    |
| 1-6-2018                                                               | Nizza                                                                  | Francia                                                                | 3 – 1                                                                  | Italia                                                                 | Amichevole                                                             | -                                                                      | 82’                                                                    |
| 30-6-2018                                                              | Kazan'                                                                 | Francia                                                                | 4 – 3                                                                  | Argentina                                                              | Mondiali 2018 - Ottavi di finale                                       | -                                                                      | 89’                                                                    |
| 11-10-2018                                                             | Guingamp                                                               | Francia                                                                | 2 – 2                                                                  | Islanda                                                                | Amichevole                                                             | -                                                                      | 59’                                                                    |
| 20-11-2018                                                             | Saint-Denis                                                            | Francia                                                                | 1 – 0                                                                  | Uruguay                                                                | Amichevole                                                             | -                                                                      | 36’                                                                    |
| 22-3-2019                                                              | Chișinău                                                               | Moldavia                                                               | 1 – 4                                                                  | Francia                                                                | Qual. Euro 2020                                                        | -                                                                      | 73’                                                                    |
| 4-6-2019                                                               | Nantes                                                                 | Francia                                                                | 2 – 0                                                                  | Bolivia                                                                | Amichevole                                                             | -                                                                      |                                                                        |
| 11-6-2019                                                              | Andorra la Vella                                                       | Andorra                                                                | 0 – 4                                                                  | Francia                                                                | Qual. Euro 2020                                                        | 1                                                                      | 81’                                                                    |
| Totale                                                                 |                                                                        | Presenze                                                               | 10                                                                     |                                                                        | Reti                                                                   | 1                                                                      |                                                                        |

| Cronologia completa delle presenze e delle reti in nazionale ― Francia olimpica | Cronologia completa delle presenze e delle reti in nazionale ― Francia olimpica | Cronologia completa delle presenze e delle reti in nazionale ― Francia olimpica | Cronologia completa delle presenze e delle reti in nazionale ― Francia olimpica | Cronologia completa delle presenze e delle reti in nazionale ― Francia olimpica | Cronologia completa delle presenze e delle reti in nazionale ― Francia olimpica | Cronologia completa delle presenze e delle reti in nazionale ― Francia olimpica | Cronologia completa delle presenze e delle reti in nazionale ― Francia olimpica |
| Data                                                                            | Città                                                                           | In casa                                                                         | Risultato                                                                       | Ospiti                                                                          | Competizione                                                                    | Reti                                                                            | Note                                                                            |
| ------------------------------------------------------------------------------- | ------------------------------------------------------------------------------- | ------------------------------------------------------------------------------- | ------------------------------------------------------------------------------- | ------------------------------------------------------------------------------- | ------------------------------------------------------------------------------- | ------------------------------------------------------------------------------- | ------------------------------------------------------------------------------- |
| 16-7-2021                                                                       | Seul                                                                            | Corea del Sud olimpica                                                          | 1 – 2                                                                           | Francia olimpica                                                                | Amichevole                                                                      | -                                                                               | 79’                                                                             |
| 22-7-2021                                                                       | Tokyo                                                                           | Messico                                                                         | 4 – 1                                                                           | Francia                                                                         | Olimpiadi 2020 - Fase a gironi                                                  | -                                                                               | 79’                                                                             |
| Totale                                                                          |                                                                                 | Presenze                                                                        | 2                                                                               |                                                                                 | Reti                                                                            | 0                                                                               |                                                                                 |

| Cronologia completa delle presenze e delle reti in nazionale ― Francia under 21 | Cronologia completa delle presenze e delle reti in nazionale ― Francia under 21 | Cronologia completa delle presenze e delle reti in nazionale ― Francia under 21 | Cronologia completa delle presenze e delle reti in nazionale ― Francia under 21 | Cronologia completa delle presenze e delle reti in nazionale ― Francia under 21 | Cronologia completa delle presenze e delle reti in nazionale ― Francia under 21 | Cronologia completa delle presenze e delle reti in nazionale ― Francia under 21 | Cronologia completa delle presenze e delle reti in nazionale ― Francia under 21 |
| Data                                                                            | Città                                                                           | In casa                                                                         | Risultato                                                                       | Ospiti                                                                          | Competizione                                                                    | Reti                                                                            | Note                                                                            |
| ------------------------------------------------------------------------------- | ------------------------------------------------------------------------------- | ------------------------------------------------------------------------------- | ------------------------------------------------------------------------------- | ------------------------------------------------------------------------------- | ------------------------------------------------------------------------------- | ------------------------------------------------------------------------------- | ------------------------------------------------------------------------------- |
| 10-10-2013                                                                      | Erevan                                                                          | Armenia under 21                                                                | 1 – 4                                                                           | Francia under 21                                                                | Qual. Europeo Under-21 2015                                                     | 2                                                                               |                                                                                 |
| 14-10-2013                                                                      | Laugardalsvöllur                                                                | Islanda under 21                                                                | 3 – 4                                                                           | Francia under 21                                                                | Qual. Europeo Under-21 2015                                                     | -                                                                               |                                                                                 |
| 14-11-2013                                                                      | Stade de France                                                                 | Francia under 21                                                                | 6 – 0                                                                           | Armenia under 21                                                                | Qual. Europeo Under-21 2015                                                     | 3                                                                               |                                                                                 |
| 18-11-2013                                                                      | Stade de France                                                                 | Francia under 21                                                                | 1 – 1                                                                           | Paesi Bassi under 21                                                            | Amichevole                                                                      | -                                                                               | 58’                                                                             |
| 2-6-2014                                                                        | Saint-Pierre                                                                    | Francia under 21                                                                | 6 – 0                                                                           | Singapore under 21                                                              | Amichevole                                                                      | 1                                                                               |                                                                                 |
| 4-9-2014                                                                        | Astana                                                                          | Kazakistan under 21                                                             | 1 – 5                                                                           | Francia under 21                                                                | Qual. Europeo Under-21 2015                                                     | -                                                                               | 68’                                                                             |
| 8-9-2014                                                                        | Auxerre                                                                         | Francia under 21                                                                | 1 – 1                                                                           | Islanda under 21                                                                | Qual. Europeo Under-21 2015                                                     | -                                                                               | 90+2’                                                                           |
| 10-10-2014                                                                      | Le Mans                                                                         | Francia under 21                                                                | 2 – 0                                                                           | Svezia under 21                                                                 | Qual. Europeo Under-21 2015                                                     | 1                                                                               |                                                                                 |
| 14-10-2014                                                                      | Halmstad                                                                        | Svezia under 21                                                                 | 4 – 1                                                                           | Francia under 21                                                                | Qual. Europeo Under-21 2015                                                     | -                                                                               |                                                                                 |
| 17-11-2014                                                                      | Brest                                                                           | Francia under 21                                                                | 3 – 2                                                                           | Inghilterra under 21                                                            | Amichevole                                                                      | -                                                                               | 64’                                                                             |
| Totale                                                                          |                                                                                 | Presenze                                                                        | 10                                                                              |                                                                                 | Reti                                                                            | 7                                                                               |                                                                                 |

| Cronologia completa delle presenze e delle reti in nazionale ― Francia under 20 | Cronologia completa delle presenze e delle reti in nazionale ― Francia under 20 | Cronologia completa delle presenze e delle reti in nazionale ― Francia under 20 | Cronologia completa delle presenze e delle reti in nazionale ― Francia under 20 | Cronologia completa delle presenze e delle reti in nazionale ― Francia under 20 | Cronologia completa delle presenze e delle reti in nazionale ― Francia under 20 | Cronologia completa delle presenze e delle reti in nazionale ― Francia under 20 | Cronologia completa delle presenze e delle reti in nazionale ― Francia under 20 |
| Data                                                                            | Città                                                                           | In casa                                                                         | Risultato                                                                       | Ospiti                                                                          | Competizione                                                                    | Reti                                                                            | Note                                                                            |
| ------------------------------------------------------------------------------- | ------------------------------------------------------------------------------- | ------------------------------------------------------------------------------- | ------------------------------------------------------------------------------- | ------------------------------------------------------------------------------- | ------------------------------------------------------------------------------- | ------------------------------------------------------------------------------- | ------------------------------------------------------------------------------- |
| 7-9-2012                                                                        | Qinhuangdao                                                                     | Francia under 20                                                                | 0 – 0                                                                           | Cina under 20                                                                   | Amichevole                                                                      | -                                                                               | 46’                                                                             |
| 9-9-2012                                                                        | Qinhuangdao                                                                     | Francia under 20                                                                | 3 – 1                                                                           | Corea del Nord under 20                                                         | Amichevole                                                                      | -                                                                               | 68’                                                                             |
| 11-9-2012                                                                       | Qinhuangdao                                                                     | Messico under 20                                                                | 1 – 3                                                                           | Francia under 20                                                                | Amichevole                                                                      | -                                                                               |                                                                                 |
| 13-11-2012                                                                      | Saint-Denis                                                                     | Francia under 20                                                                | 2 – 1                                                                           | Ucraina under 20                                                                | Amichevole                                                                      | 1                                                                               |                                                                                 |
| 5-3-2013                                                                        | Créteil                                                                         | Francia under 20                                                                | 2 – 0                                                                           | Portogallo under 20                                                             | Amichevole                                                                      | -                                                                               |                                                                                 |
| 21-3-2013                                                                       | Tours                                                                           | Francia under 20                                                                | 3 – 1                                                                           | Danimarca under 20                                                              | Amichevole                                                                      | 1                                                                               |                                                                                 |
| 25-3-2013                                                                       | Saint-Denis                                                                     | Francia under 20                                                                | 3 – 0                                                                           | Romania under 20                                                                | Amichevole                                                                      | 2                                                                               |                                                                                 |
| 11-6-2013                                                                       | Romorantin-Lanthenay                                                            | Francia under 20                                                                | 3 – 1                                                                           | Grecia under 20                                                                 | Amichevole                                                                      | -                                                                               |                                                                                 |
| 14-6-2013                                                                       | Amiens                                                                          | Francia under 20                                                                | 2 – 2                                                                           | Colombia under 20                                                               | Amichevole                                                                      | -                                                                               | 88’                                                                             |
| 21-6-2013                                                                       | Istanbul                                                                        | Francia under 20                                                                | 3 – 1                                                                           | Ghana under 20                                                                  | Mondiali Under-20 2013 - 1º turno                                               | -                                                                               |                                                                                 |
| 24-6-2013                                                                       | Istanbul                                                                        | Francia under 20                                                                | 1 – 1                                                                           | Stati Uniti under 20                                                            | Mondiali Under-20 2013 - 1º turno                                               | -                                                                               |                                                                                 |
| 27-6-2013                                                                       | Istanbul                                                                        | Spagna under 20                                                                 | 2 – 1                                                                           | Francia under 20                                                                | Mondiali Under-20 2013 - 1º turno                                               | -                                                                               |                                                                                 |
| 2-7-2013                                                                        | Gaziantep                                                                       | Francia under 20                                                                | 4 – 1                                                                           | Turchia under 20                                                                | Mondiali Under-20 2013 - Ottavi di finale                                       | -                                                                               |                                                                                 |
| 6-7-2013                                                                        | Rize                                                                            | Francia under 20                                                                | 4 – 0                                                                           | Uzbekistan under 20                                                             | Mondiali Under-20 2013 - Quarti di finale                                       | 1                                                                               |                                                                                 |
| 10-7-2013                                                                       | Bursa                                                                           | Francia under 20                                                                | 2 – 1                                                                           | Ghana under 20                                                                  | Mondiali Under-20 2013 - Semifinale                                             | 2                                                                               |                                                                                 |
| 13-7-2013                                                                       | Istanbul                                                                        | Francia under 20                                                                | 4 – 1                                                                           | Uruguay under 20                                                                | Mondiali Under-20 2013 - Finale                                                 | -                                                                               |                                                                                 |
| Totale                                                                          |                                                                                 | Presenze                                                                        | 16                                                                              |                                                                                 | Reti                                                                            | 7                                                                               |                                                                                 |

| Cronologia completa delle presenze e delle reti in nazionale ― Francia under 19 | Cronologia completa delle presenze e delle reti in nazionale ― Francia under 19 | Cronologia completa delle presenze e delle reti in nazionale ― Francia under 19 | Cronologia completa delle presenze e delle reti in nazionale ― Francia under 19 | Cronologia completa delle presenze e delle reti in nazionale ― Francia under 19 | Cronologia completa delle presenze e delle reti in nazionale ― Francia under 19 | Cronologia completa delle presenze e delle reti in nazionale ― Francia under 19 | Cronologia completa delle presenze e delle reti in nazionale ― Francia under 19 |
| Data                                                                            | Città                                                                           | In casa                                                                         | Risultato                                                                       | Ospiti                                                                          | Competizione                                                                    | Reti                                                                            | Note                                                                            |
| ------------------------------------------------------------------------------- | ------------------------------------------------------------------------------- | ------------------------------------------------------------------------------- | ------------------------------------------------------------------------------- | ------------------------------------------------------------------------------- | ------------------------------------------------------------------------------- | ------------------------------------------------------------------------------- | ------------------------------------------------------------------------------- |
| 25-5-2012                                                                       | Saint-Denis                                                                     | Francia under 19                                                                | 2 – 1                                                                           | Rep. Ceca under 19                                                              | Amichevole                                                                      | -                                                                               | 77’                                                                             |
| 27-5-2012                                                                       | Saint-Denis                                                                     | Francia under 19                                                                | 3 – 1                                                                           | Norvegia under 19                                                               | Amichevole                                                                      | -                                                                               | 81’                                                                             |
| Totale                                                                          |                                                                                 | Presenze                                                                        | 2                                                                               |                                                                                 | Reti                                                                            | 0                                                                               |                                                                                 |

| Cronologia completa delle presenze e delle reti in nazionale ― Francia under 18 | Cronologia completa delle presenze e delle reti in nazionale ― Francia under 18 | Cronologia completa delle presenze e delle reti in nazionale ― Francia under 18 | Cronologia completa delle presenze e delle reti in nazionale ― Francia under 18 | Cronologia completa delle presenze e delle reti in nazionale ― Francia under 18 | Cronologia completa delle presenze e delle reti in nazionale ― Francia under 18 | Cronologia completa delle presenze e delle reti in nazionale ― Francia under 18 | Cronologia completa delle presenze e delle reti in nazionale ― Francia under 18 |
| Data                                                                            | Città                                                                           | In casa                                                                         | Risultato                                                                       | Ospiti                                                                          | Competizione                                                                    | Reti                                                                            | Note                                                                            |
| ------------------------------------------------------------------------------- | ------------------------------------------------------------------------------- | ------------------------------------------------------------------------------- | ------------------------------------------------------------------------------- | ------------------------------------------------------------------------------- | ------------------------------------------------------------------------------- | ------------------------------------------------------------------------------- | ------------------------------------------------------------------------------- |
| 10-5-2012                                                                       | Brühl                                                                           | Svizzera under 18                                                               | 2 – 1                                                                           | Francia under 18                                                                | Amichevole                                                                      | -                                                                               | 46’                                                                             |
| 12-5-2012                                                                       | Friburgo                                                                        | Svizzera under 18                                                               | 0 – 0                                                                           | Francia under 18                                                                | Amichevole                                                                      | -                                                                               | 59’                                                                             |
| Totale                                                                          |                                                                                 | Presenze                                                                        | 2                                                                               |                                                                                 | Reti                                                                            | 0                                                                               |                                                                                 |

## Palmarès

### Club
- Ligue 2: 1

SC Bastia: 2011-2012

### Nazionale
Competizioni giovanili
- Campionato mondiale Under-20: 1

Turchia 2013

#### Competizioni maggiori
- Campionato mondiale: 1

Russia 2018